# Schramm (película)
Schramm es una película alemana de horror realizada por Jörg Buttgereit en 1993, basada libremente en perfiles de asesinos como Carl Panzram y similares.

## Argumento
Lothar Schramm es un conductor de taxi solitario, sin vida social. Es víctima de sueños y visiones de vaginas dentadas, de dentistas que le extraen un ojo, de la amputación de su pierna etc. Su vida sexual se limita a actos con muñecas inflables y autolesiones. Unos jóvenes sectarios llaman a su puerta, y él los hace entrar, sólo para asesinarlos después y colocar sus cuerpos en posiciones sugestivas. Su vecina es Marianne, una joven prostituta de la que está enamorado secretamente. Un día Marianne es contratada por unos señores a una villa fuera de la ciudad y pide a Schramm que la lleve al día siguiente. Schramm acepta y la invita a una cena, y después la droga en su piso, la desnuda y le hace fotografías. El día siguiente Marianne llama a su puerta para que la conduzca, pero Schramm no contesta. Está muerto. Ha caído de una escalera mientras lavaba la sangre de sus paredes. A continuación vemos a  Marianne en la villa fuera de la ciudad, vestida al estilo de las juventudes hitlerianas, amordazada y atada en una silla, mientras que los periódicos hablan de la “muerte solitaria del asesino del pintalabios”.